# Duruelo

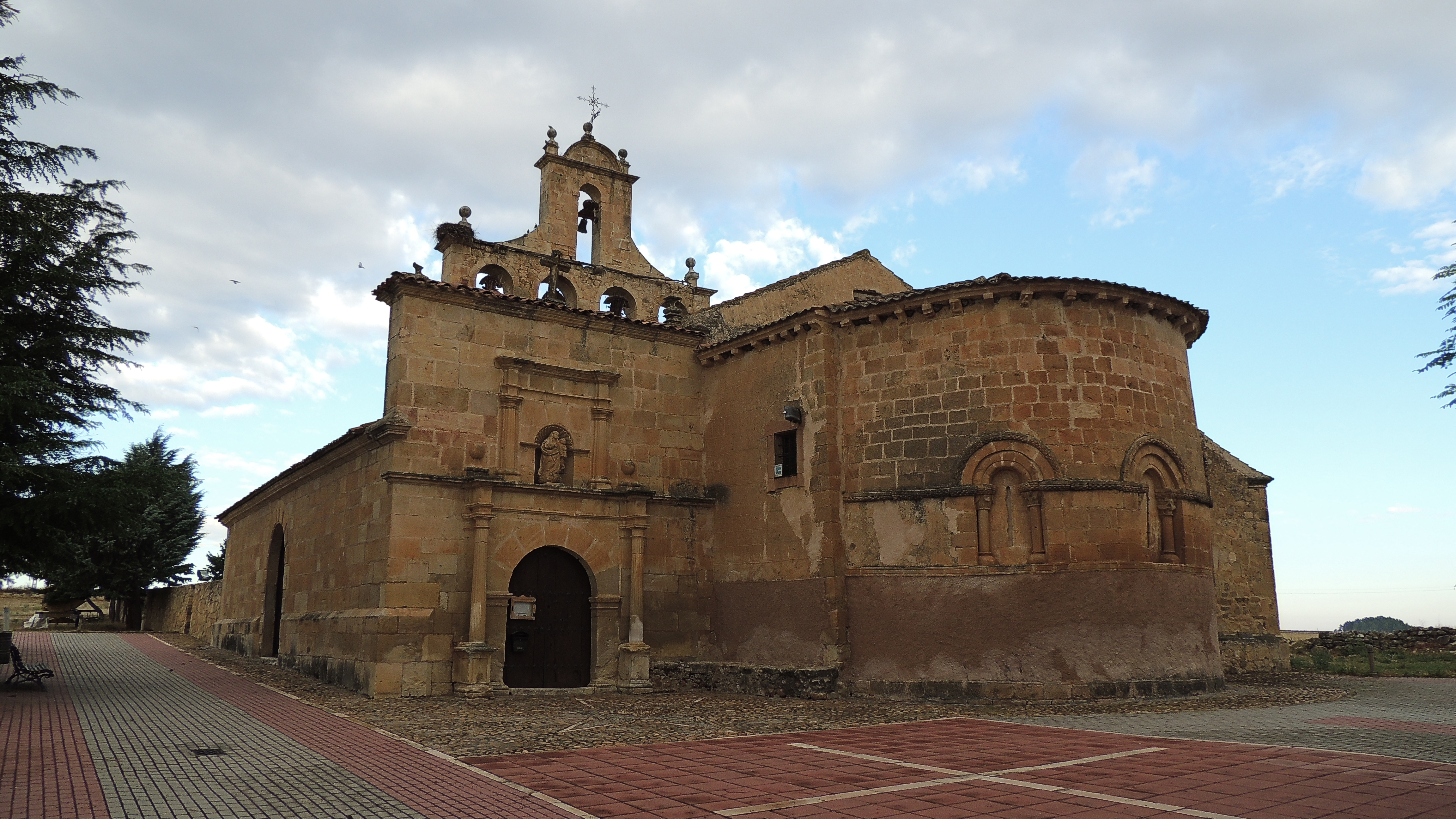
Kyrkan i Duruelo.

Duruelo är en ort och kommun i provinsen Segovia i den autonoma regionen Kastilien och León i centrala Spanien. Orten ligger cirka 50,5 kilometer nordost om Segovia. Kommunen har 171 invånare (2024), på en yta av 17,26 km². Duruelo ligger vid floden Duratón och bilvägen C-112 Riaza – Toro.

## Historia
Duruelos tidiga uppkomst har befästs genom fynd av metallmynt och keramiska rester. Duruelo finns också nämnd i dokument, efter att samhället hade återbefolkats med individer från orten med samma namn i provinsen Soria.

## Kyrkan
I Duruelo finns en kyrka, Iglesia de la Natividad de Nuestra Señora, som förklarats vara Monumento Histórico Artístico, med en altartavla av den så kallade Maestro de Duruelo och några målningar av Alonso de Herrera.